# Shemurat Naẖal Soreq
Shemurat Naẖal Soreq (hebreiska: שמורת נחל שורק, Shemurat Naẖal Soreq Ẕefoni, Shemurat Naẖal Soreq Dromi, שמורת נחל שורק צפוני, שמורת נחל שורק דרומי) är ett naturreservat i Israel.   Det ligger i distriktet Jerusalem, i den centrala delen av landet.